# Philip H. Stoll

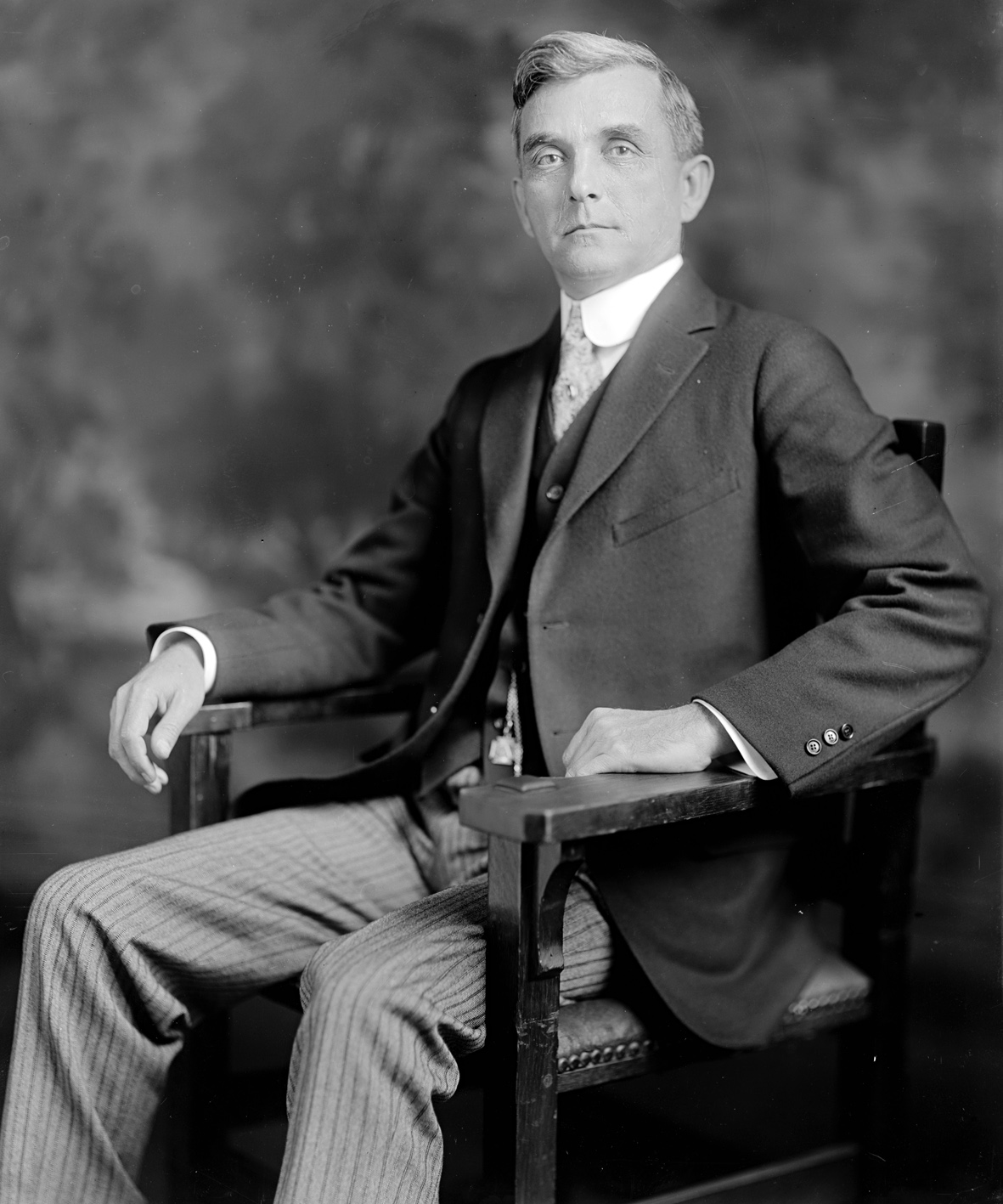
Philip H. Stoll

Philip Henry Stoll (* 5. November 1874 in Little Rock, Dillon County, South Carolina; † 29. Oktober 1958 in Columbia, South Carolina) war ein US-amerikanischer Politiker. Zwischen 1919 und 1923 vertrat er den Bundesstaat South Carolina im US-Repräsentantenhaus.

## Werdegang
Philip Stoll besuchte die öffentlichen Schulen seiner Heimat und danach bis 1897 das Wofford College in Spartanburg. Zwischenzeitlich arbeitete er bis 1901 selbst als Lehrer. Nach einem Jurastudium und seiner im Jahr 1901 erfolgten Zulassung als Rechtsanwalt begann er in Kingstree in seinem neuen Beruf zu praktizieren.
Politisch schloss sich Stoll der Demokratischen Partei an. In den Jahren 1905 und 1906 war er Abgeordneter im Repräsentantenhaus von South Carolina. Von 1908 bis 1917 war Stoll als Staatsanwalt im dritten Gerichtsbezirk von South Carolina tätig. Außerdem wurde er Bezirksvorsitzender seiner Partei und Mitglied im Staatsvorstand der Demokraten von South Carolina. Während des Ersten Weltkrieges diente Stoll in den Jahren 1917 und 1918 als Oberstleutnant in der Rechtsabteilung der US-Armee.
Nach dem Tod des Kongressabgeordneten J. Willard Ragsdale wurde Philip Stoll bei der fälligen Nachwahl im sechsten Wahlbezirk von South Carolina als dessen Nachfolger in das US-Repräsentantenhaus in Washington, D.C. gewählt. Dort trat er am 7. Oktober 1919 sein neues Mandat an. Nachdem er bei den regulären Kongresswahlen des Jahres 1920 bestätigt wurde, konnte er bis zum 3. März 1923 im Kongress verbleiben. In dieser Zeit wurde dort der 19. Verfassungszusatz verabschiedet, durch den das Frauenwahlrecht bundesweit eingeführt wurde.
Für die Wahlen des Jahres 1922 wurde Stoll von seiner Partei nicht mehr nominiert. In den folgenden Jahren arbeitete er wieder als Anwalt. Zwischen 1929 und 1931 saß er nochmals im Repräsentantenhaus von South Carolina. Danach war er von 1931 bis 1946 Richter im dritten Gerichtsbezirk von South Carolina. Im Jahr 1946 zog sich Stoll in den Ruhestand zurück. Er starb am 29. Oktober 1958 in Columbia.